# Johann Bocerus
Johann Bocerus, auch Bocer, Boedeker, Böker, Booker, (* 24. Dezember 1523 in Salzkotten oder Hausberge; † 6. Oktober 1565 in Rostock) war ein deutscher lateinischer Dichter und Historiker.

## Leben
Bocerus besuchte in seinem 9. Lebensjahr die Schule in Minden und immatrikulierte sich  1541 an der Universität Wittenberg. In Wittenberg studierte er unter Georg Sabinus und erlangte den akademischen Grad eines Magisters. 1550 wechselte er an die Universität Leipzig und ging 1555 an die Universität in Frankfurt (Oder). Dort wurde er Poeta laurus und lehrte ab 1556 Poetik. 1558 wurde er Professor der Poesie an der Universität Rostock, war 1564 Lizentiat der Rechte und wurde 1564 Dekan der philosophischen Fakultät.
Bocerus verfasste „Libri III de orgine et rebus gestis Ducum Megapolensium carmine elegiaco“ (Leipzig 1559), Elegien (1554), sieben Eklogen (1563) und die Carmina Sacra (1565). Auch ein lateinisches Gedicht „De origine, antiquitate et celebritate urbis Mindae“ geht auf ihn zurück, wo er über den Ursprung, das Alter und die Bedeutung der Stadt Minden spricht. In einem Proömium bedankt sich Bocerus für die verdienstvolle Anstrengungen des Mindener Rates, für die Ausbildung der Jugend und dem Bemühen, sie mit Anstand zur Tugend zu führen.

## Werke
- Fribergum in Misnia (1553)
- Elegiarum liber I (1554)
- Carminum de origine et rebus gestis regum Daniae et ducum Holsatiae, comitumque Schouenburgensium libri V (1557)
- De origine et rebus gestis ducum Megapolensium libri III (1558)
- Epicedion Philippi Melanchthonis  (1560)
- Epigrammata
- Suerinum. Ecloga de principiis scholae Suerinensis
- Carmina sacra